# Salosaari (ö i Södra Karelen, Villmanstrand, lat 61,08, long 27,90)
Salosaari är en ö i Finland. Den ligger i sjön Kotajärvi och i kommunen Klemis i den ekonomiska regionen  Villmanstrands ekonomiska region  och landskapet Södra Karelen, i den södra delen av landet, 190 km nordost om huvudstaden Helsingfors. Öns area är 13,1 hektar och dess största längd är 0,6 kilometer i nord-sydlig riktning.